# Fromme
Fromme ist ein deutscher Familienname.

## Herkunft und Bedeutung
Fromme ist ein Übername aus dem mittelhochdeutschen „vrum“, „vrom“ und bedeutet tüchtig, brav und/oder gut.

## Varianten
- From, Frome, Fromm, Frommer, Frommert

## Namensträger
- Albert Fromme (1881–1966), deutscher Chirurg
- Annemarie Fromme-Bechem (1909–1992), deutsche Kinder- und Jugendbuchautorin
- Bruno Fromme (1938–2017), deutscher Zisterzienser, Abt von Himmerod
- Carl Fromme (1828–1884), deutsch-österreichischer Verleger und k.u.k. Hoflieferant
- Carl Fromme (Physiker) (1852–1945), deutscher Physiker, Mathematiker, Geodät sowie Hochschullehrer
- Franz Fromme (Schriftsteller, 1875) (Fränzken Fromme; 1875–1961), deutscher Mundartschriftsteller
- Franz Fromme (Schriftsteller, 1880) (1880–1960), deutscher Schriftsteller, Journalist und Übersetzer
- Franz Fromme (Schriftsteller, 1910) (1910–2012), deutscher Schriftsteller und Künstler
- Fred Denton Fromme (1886–1966), US-amerikanischer Pilzkundler
- Friedrich Karl Fromme (1930–2007), deutscher Journalist
- Harro Heinz Theodor Fromme (1921–2008), deutscher Opernsänger, Filmdirektor und Maler
- Jochen-Konrad Fromme (* 1949), deutscher Politiker (CDU)
- Ludolf Fromme (1813–1896), Bürgermeister in Lüneburg und nationalliberaler Politiker
- Lynette Fromme (* 1948), US-amerikanische Verbrecherin
- Martin Fromme (* 1962), deutscher Komiker, siehe Der Telök
- Paul Fromme (1855–1929), deutscher Verwaltungsbeamter
- Theodor Fromme (1908–1959), deutscher Computerpionier
- Walther Fromme (1879–1972), deutscher Mikrobiologe